# Catapoecilma subochrea
Catapoecilma subochrea är en fjärilsart som beskrevs av Henry John Elwes 1892. Catapoecilma subochrea ingår i släktet Catapoecilma och familjen juvelvingar. Inga underarter finns listade i Catalogue of Life.